# Kwala Bekala
Kwala Bekala is een bestuurslaag in het regentschap Medan van de provincie Noord-Sumatra, Indonesië. Kwala Bekala telt 32.599 inwoners (volkstelling 2010).